# Підмізинний палець

Четверта метакапральна кістка лівої руки

Підмізинний палець (також обручко́вий, перстене́вий, західнополіськ. кризе́ниць, примізи́нець; лат. anularius) — четвертий (починаючи з великого пальця) палець кисті людини, що знаходиться між середнім пальцем і мізинцем. За довжиною приблизно відповідає вказівному. З усіх пальців найрідше застосовується поодинці, здебільшого він використовується разом з сусідніми пальцями для хапання. До небагатьох видів діяльності, у яких підмізинний палець деколи грає самостійну роль, відносяться гра на музичних інструментах і набір тексту на клавіатурі. На підмізинному пальці традиційно носять заручальний перстень та обручку.